# Кубок Польщі з футболу 1975—1976
Кубок Польщі з футболу 1975–1976 — 22-й розіграш кубкового футбольного турніру в Польщі. Титул вперше здобув Шльонськ (Вроцлав).

## Календар
| Раунд        | Матчі | Клуби   |
| ------------ | ----- | ------- |
| Перший раунд | 16    | 48 → 32 |
| 1/16 фіналу  | 16    | 32 → 16 |
| 1/8 фіналу   | 8     | 16 → 8  |
| 1/4 фіналу   | 4     | 8 → 4   |
| 1/2 фіналу   | 2     | 4 → 2   |
| Фінал        | 1     | 2 → 1   |

## Перший раунд
| Команда 1                      | Рахунок      | Команда 2                 |
| ------------------------------ | ------------ | ------------------------- |
| Сталь (Понятова)               | 1:1 пен. 3:1 | Сярка (Тарнобжег)         |
| Унія (Освенцим)                | 0:1 дч       | Сталь (Ряшів)             |
| Полонія (Лідзбарк-Вармінський) | 1:2 дч       | Сточньовец (Гданськ)      |
| Ягеллонія (Білосток)           | 0:0 пен. 4:5 | Лехія (Гданськ)           |
| Орзел Бяли (Бжезіни-Шльонські) | 1:0          | Краковія (Краків)         |
| Сталь (Острув-Велькопольський) | 1:0          | Мото (Єльч Олава)         |
| Гарбарня (Краків)              | 0:2          | БКС Сталь (Бельсько-Бяла) |
| Засталь (Зелена Гура)          | 1:4          | Заглембє (Валбжих)        |
| Полонез (Варшава)              | 0:0 пен. 3:4 | Авіа (Свідник)            |
| Напжуд (Ридултови)             | 0:1 дч       | Одра (Ополе)              |
| Погонь (Олесниця)              | -:+          | Сталь (Бжеґ)              |
| Вісла (Плоцьк)                 | 1:0          | Завіша (Бидгощ)           |
| Влукняж (Лодзь)                | 1:1 пен. 5:4 | Стар (Стараховіце)        |
| Грунвальд (Познань)            | 0:0 пен. 3:1 | Сталь (Щецин)             |
| МРКС Гданськ                   | 1:2          | Гвардія (Кошалін)         |
| Мотор (Прашка)                 | 2:4          | ГКС (Ястшембе)            |

## 1/16 фіналу
| Команда 1                      | Рахунок      | Команда 2            |
| ------------------------------ | ------------ | -------------------- |
| Сточньовец (Гданськ)           | 1:0          | Лех (Познань)        |
| Орзел Бяли (Бжезіни-Шльонські) | 1:3          | Шльонськ (Вроцлав)   |
| Лехія (Гданськ)                | 1:1 пен. 5:6 | Легія (Варшава)      |
| Одра (Ополе)                   | 1:0          | Рух (Хожув)          |
| Грунвальд (Познань)            | 0:2          | Полонія (Битом)      |
| Сталь (Острув-Велькопольський) | 0:4          | Гурник (Забже)       |
| БКС Сталь (Бельсько-Бяла)      | 1:2          | Сталь (Мелець)       |
| Заглембє (Валбжих)             | 0:0 пен. 5:3 | РОВ (Рибник)         |
| Авіа (Свідник)                 | 0:0 пен. 3:4 | ЛКС (Лодзь)          |
| Гвардія (Кошалін)              | 1:0          | Погонь (Щецин)       |
| Сталь (Бжеґ)                   | 0:2          | Заглембє (Сосновець) |
| Вісла (Плоцьк)                 | 1:5          | Арка (Гдиня)         |
| Влукняж (Лодзь)                | 1:0          | Шомберки (Битом)     |
| Сталь (Понятова)               | 0:6          | Сталь (Ряшів)        |
| ГКС (Ястшембе)                 | 1:0          | Вісла (Краків)       |
| Гвардія (Варшава)              | 2:0          | ГКС (Тихи)           |

## 1/8 фіналу
| Команда 1            | Рахунок      | Команда 2            |
| -------------------- | ------------ | -------------------- |
| Сточньовец (Гданськ) | 3:0          | ЛКС (Лодзь)          |
| Арка (Гдиня)         | 1:4          | Шльонськ (Вроцлав)   |
| Одра (Ополе)         | 2:0          | Заглембє (Сосновець) |
| Заглембє (Валбжих)   | 0:1          | Полонія (Битом)      |
| Влукняж (Лодзь)      | 0:1 дч       | Сталь (Мелець)       |
| Гвардія (Кошалін)    | 1:1 пен. 7:6 | Гурник (Забже)       |
| Гвардія (Варшава)    | 0:0 пен. 2:4 | Сталь (Ряшів)        |
| ГКС (Ястшембе)       | 0:0 пен. 4:3 | Легія (Варшава)      |

## 1/4 фіналу
| Команда 1            | Рахунок | Команда 2          |
| -------------------- | ------- | ------------------ |
| Сточньовец (Гданськ) | 1:0     | Полонія (Битом)    |
| Гвардія (Кошалін)    | 0:1     | Шльонськ (Вроцлав) |
| Одра (Ополе)         | 0:1 дч  | Сталь (Мелець)     |
| ГКС (Ястшембе)       | 1:0 дч  | Сталь (Ряшів)      |

## 1/2 фіналу
| Команда 1            | Рахунок | Команда 2          |
| -------------------- | ------- | ------------------ |
| Сточньовец (Гданськ) | 1:2     | Шльонськ (Вроцлав) |
| ГКС (Ястшембе)       | 2:3     | Сталь (Мелець)     |

## Фінал
| 1 травня 1976 |

| Шльонськ (Вроцлав)             | 2:0      | Сталь (Мелець) |
| ------------------------------ | -------- | -------------- |
| Ерліх 49' Ґарловскі 58' (пен.) | Протокол |                |

| Стадіон Війська Польського, Варшава Глядачів: 10 000 Арбітр: Алойзи Яргуз |